# カロペッツァーティ
カロペッツァーティ（イタリア語: Calopezzati）は、イタリア共和国カラブリア州コゼンツァ県にある、人口約1,400人の基礎自治体（コムーネ）。

## 地理

### 位置・広がり

#### 隣接コムーネ
隣接するコムーネは以下の通り。
- カロヴェート
- コリリアーノ＝ロッサーノ
- クロパラーティ
- クロジーア
- ピエトラパオラ